# 解放南园
39°06′37″N 117°13′06″E / 39.1102°N 117.2182°E解放南园，是位于中华人民共和国天津市河西区解放南路的城市休憩公园，因建造于“解放初期”的时代背景，位于解放南路且与解放北园相呼应，故命名为解放南园。

## 参阅
- 解放北园
- 博文书院